# Sven Rönnquist
Sven Axel Rönnquist, född den 22 augusti 1900 i Lund, död den 23 maj 1978 i Helsingborg, var en svensk jurist.
Rönnquist avlade studentexamen i Malmö 1918 och juris kandidatexamen vid Lunds universitet 1922. Han blev extra ordinarie notarie i Skånska hovrätten 1922, genomförde tingstjänstgöring i flera domsagor 1923–1926, blev tillförordnad fiskal i Skånska hovrätten 1928, adjungerad ledamot 1931, extra ordinarie assessor samma år, ordinarie assessor 1932, tillförordnad häradshövding i Östra härads domsaga 1935, tillförordnad revisionssekreterare 1936 och hovrättsråd 1937. Rönnquist var häradshövding i Luggude domsaga 1945–1967. Han var ordförande i övervakningsnämnden i Helsingborg 1965–1969. Rönnquist blev riddare av Nordstjärneorden 1940 och kommendör av samma orden 1955. Han är gravsatt vid Krematoriet i Helsingborg.